# Strychnos longicaudata
Strychnos longicaudata är en tvåhjärtbladig växtart som beskrevs av Ernest Friedrich Gilg. Strychnos longicaudata ingår i släktet Strychnos och familjen Loganiaceae. Inga underarter finns listade i Catalogue of Life.